# Liste der Biografien/Fly
Liste der Biografien |
Portal Biografien |
Personensuche
# |
A |
B |
C |
D |
E |
F |
G |
H |
I |
J |
K |
L |
M |
N |
O |
P |
Q |
R |
S |
T |
U |
V |
W |
X |
Y |
Z |
?
 
Fa |
Fe |
Ff |
Fh |
Fi |
Fj |
Fk |
Fl |
Fm |
Fn |
Fo |
Fr |
Ft |
Fu |
Fy
 
Fla |
Fle |
Fli |
Flj |
Flo |
Flu |
Fly
Die Liste der Biografien führt alle Personen auf, die in der deutschsprachigen Wikipedia einen Artikel haben. Dieses ist eine Teilliste mit 92 Einträgen von Personen, deren Namen mit den Buchstaben „Fly“ beginnt.

## Fly
- Fly, Amasa (* 1897), grönländischer Landesrat
- Fly, Per (* 1960), dänischer Filmregisseur

### Flyb
- Flyborg, Elin (* 1976), schwedische Fußballspielerin

### Flye
- Flye, Edwin (1817–1886), US-amerikanischer Politiker

### Flyg
- Flyg, Nils (1891–1943), schwedischer Politiker, Mitglied des Riksdag
- Flygare, Claus (* 1945), dänischer Schauspieler und Theaterregisseur
- Flygare, Willis H. (1936–1981), US-amerikanischer physikalischer Chemiker
- Flygare-Carlén, Emilie (1807–1892), schwedische Schriftstellerin
- Flygt, Torbjörn (* 1964), schwedischer Schriftsteller

### Flyi
- Flying Lotus (* 1983), US-amerikanischer Produzent elektronischer Musik und DJ
- Flying Uwe (* 1987), deutscher Webvideoproduzent und Live-Streamer

### Flyn
- Flynn, Allyson (* 1982), australische Fußballschiedsrichterassistentin
- Flynn, Ann Marie (1938–2021), US-amerikanische Hochspringerin
- Flynn, Barbara (* 1948), britische SchauspielerinBarbara Flynn (* 1948)
- Flynn, Bernadette (* 1979), irische Tänzerin

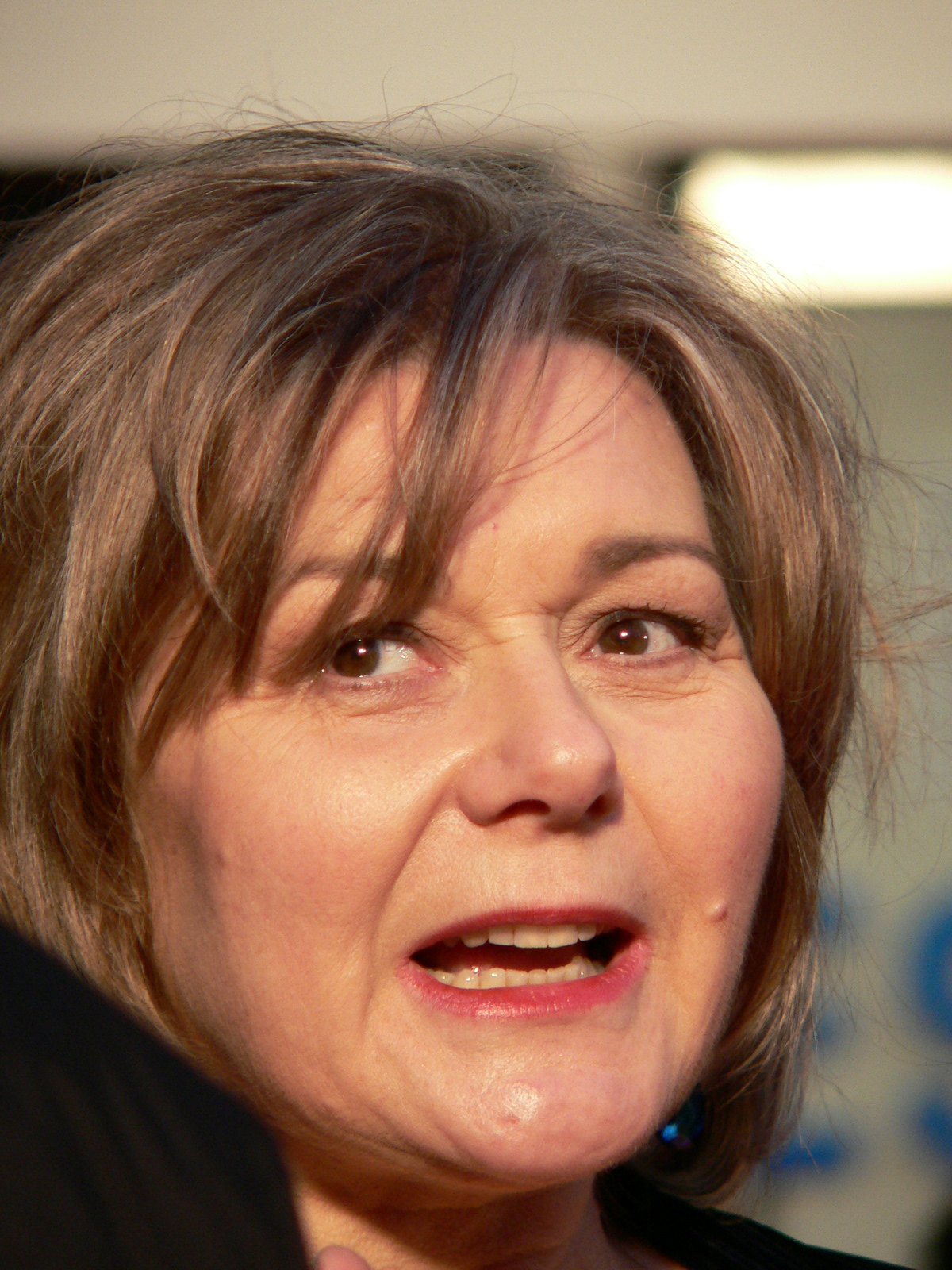
Barbara Flynn (* 1948)

- Flynn, Beverley (* 1966), irischer Politiker (Fianna Fáil)
- Flynn, Bill (* 1950), US-amerikanischer Eishockeyspieler und -trainer
- Flynn, Brandon (* 1993), US-amerikanischer Schauspieler
- Flynn, Breanne (* 1995), irische Squashspielerin
- Flynn, Brian (* 1988), US-amerikanischer Eishockeyspieler und -scout
- Flynn, Charles A., US-amerikanischer Offizier, General der US-Army
- Flynn, Corey (* 1981), neuseeländischer Rugby-Union-Spieler
- Flynn, Dean (* 1981), US-amerikanischer Pornodarsteller
- Flynn, Dennis Thomas (1861–1939), US-amerikanischer Politiker
- Flynn, Edmund James (1847–1927), kanadischer Politiker
- Flynn, Edward (1909–1976), US-amerikanischer Boxer
- Flynn, Edward J. (1891–1953), US-amerikanischer Politiker
- Flynn, Eileen (* 1990), irische Politikerin
- Flynn, Elizabeth Gurley (1890–1964), US-amerikanische Aktivistin der Arbeiterbewegung und kommunistische Politikerin
- Flynn, Errol (1909–1959), australisch-amerikanischer FilmschauspielerErrol Flynn (1909–1959)

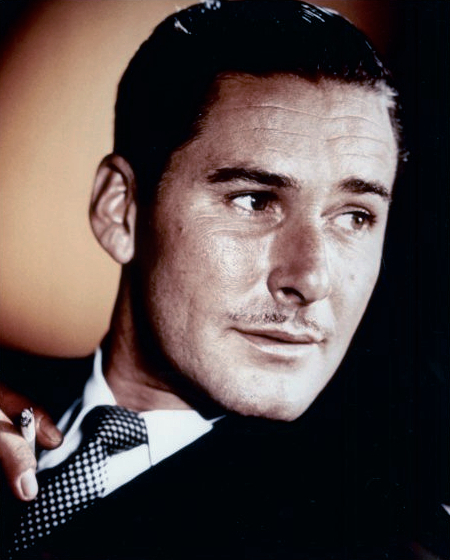
Errol Flynn (1909–1959)

- Flynn, Frank Emilio (1921–2001), kubanischer Pianist
- Flynn, George, US-amerikanischer Studio- und Jazzmusiker
- Flynn, George W. (1938–2020), US-amerikanischer Physikochemiker
- Flynn, Gerald T. (1910–1990), US-amerikanischer Politiker
- Flynn, Gerry (* 1965), irischer Springreiter
- Flynn, Gillian (* 1971), US-amerikanische Schriftstellerin
- Flynn, Harry J. (1933–2019), US-amerikanischer römisch-katholischer Geistlicher; Bischof von Lafayette (1989–1994); Erzbischof von Saint Paul and Minneapolis (1995–2008)
- Flynn, Jacques (1915–2000), kanadischer Jurist und Politiker
- Flynn, James (1907–2000), US-amerikanischer Säbelfechter
- Flynn, James (* 1944), US-amerikanischer Politiker
- Flynn, James (1965–2023), irischer Film- und Fernsehproduzent
- Flynn, James R. (1934–2020), US-amerikanischer Politologe, Intelligenzforscher und Professor für politische Studien
- Flynn, Jenna (* 2004), US-amerikanische Wasserballspielerin
- Flynn, Jerome (* 1963), englischer SchauspielerJerome Flynn (* 1963)

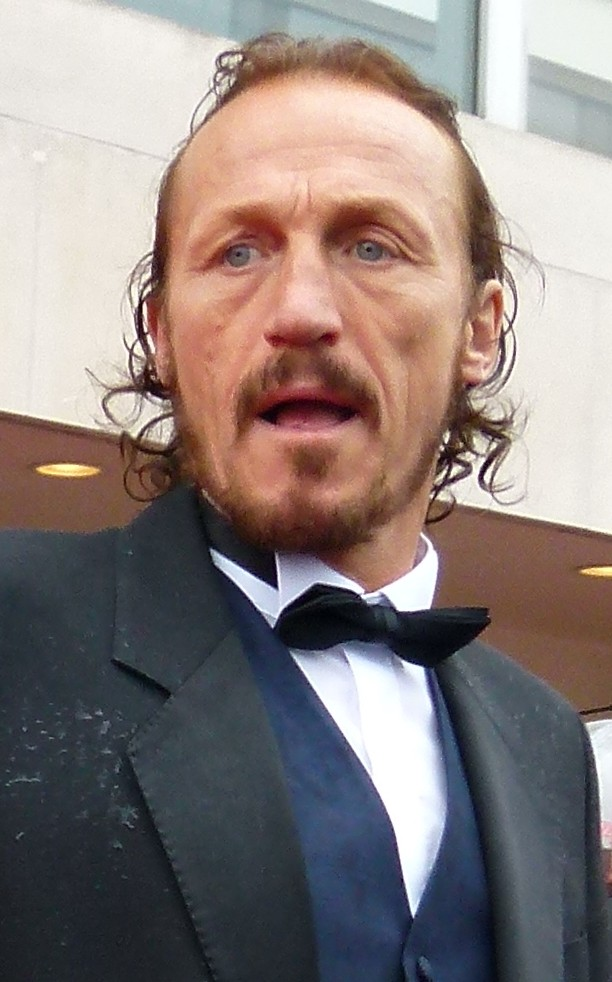
Jerome Flynn (* 1963)

- Flynn, Joe (1924–1974), US-amerikanischer Schauspieler und Komiker
- Flynn, John (1880–1951), Gründer des weltweit ersten fliegenden medizinischen Dienstes
- Flynn, John (1894–1968), irischer Politiker
- Flynn, John (1932–2007), US-amerikanischer Filmregisseur
- Flynn, John J. (* 1955), US-amerikanischer Paläontologe und Museumskurator
- Flynn, Johnny (* 1983), britischer Sänger und Schauspieler
- Flynn, Jonny (* 1989), US-amerikanischer Basketballspieler
- Flynn, Joseph V. (1883–1940), US-amerikanischer Jurist und Politiker
- Flynn, Luke (* 1988), US-amerikanischer Komponist
- Flynn, Malachi (* 1998), US-amerikanischer Basketballspieler
- Flynn, Michael (* 1947), US-amerikanischer Schauspieler, Filmproduzent, Filmregisseur
- Flynn, Michael F. (1947–2023), US-amerikanischer Science-Fiction-Autor
- Flynn, Michael J. (* 1934), US-amerikanischer Elektrotechniker
- Flynn, Michael T. (* 1958), US-amerikanischer Offizier und ehemaliger Nationaler Sicherheitsberater
- Flynn, Miriam (* 1952), US-amerikanische Schauspielerin
- Flynn, Neil (* 1960), US-amerikanischer SchauspielerNeil Flynn (* 1960)
- Flynn, Olly (* 1950), britischer Geher

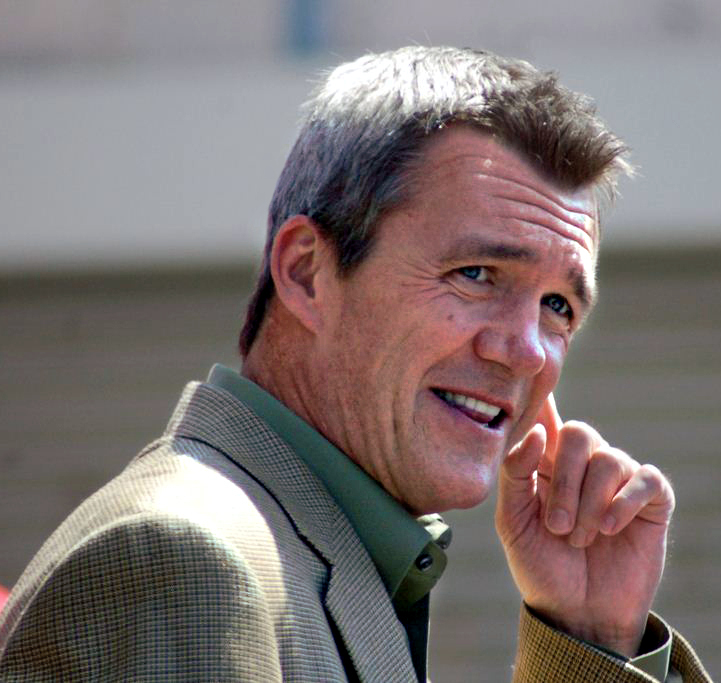
Neil Flynn (* 1960)

- Flynn, Pádraig (* 1939), irischer Politiker
- Flynn, Patrick (1894–1969), US-amerikanischer Langstrecken- und Hindernisläufer irischer Herkunft
- Flynn, Patrick (* 1985), deutscher Eishockeyspieler
- Flynn, Ray (* 1957), irischer Mittelstreckenläufer
- Flynn, Raymond (* 1939), US-amerikanischer Politiker
- Flynn, Robb (* 1967), US-amerikanischer Gitarrist und SängerRobb Flynn (* 1967)

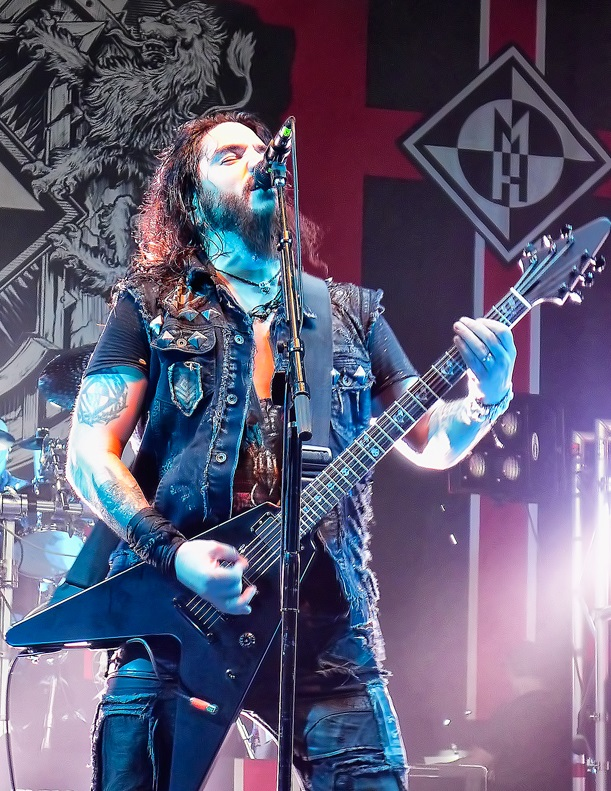
Robb Flynn (* 1967)

- Flynn, Robert M. († 1996), Requisiteur
- Flynn, Rome (* 1991), amerikanischer Schauspieler
- Flynn, Rory (* 1947), US-amerikanische Schauspielerin, Fotografin und Autorin
- Flynn, Ryan (* 1988), schottischer Fußballspieler
- Flynn, Sean (* 1941), US-amerikanischer Kriegsfotograf und Schauspieler
- Flynn, Sean (* 1989), US-amerikanischer Schauspieler
- Flynn, Sean (* 2000), britischer Radrennfahrer
- Flynn, Stephen († 1960), irischer Politiker
- Flynn, Stephen (* 1988), britischer Politiker
- Flynn, T. Geoffrey (* 1937), Biochemiker
- Flynn, Theodore Thomson (1883–1968), australischer Meeresbiologe
- Flynn, Thomas (1931–2015), irischer Geistlicher, römisch-katholischer Bischof von Achonry
- Flynn, Tiffany (* 1995), US-amerikanische Weitspringerin
- Flynn, Vince (1966–2013), US-amerikanischer Autor von Politthrillern
- Flynn, William J. (1867–1928), US-amerikanischer Regierungsbeamter
- Flynn, William J. (* 1954), amerikanischer Manager im Verkehrswesen
- Flynn, William S. (1885–1965), US-amerikanischer Politiker und Gouverneur des Bundesstaates Rhode Island (1923–1925)
- Flynn, William S. (1890–1945), US-amerikanischer Golfarchitekt
- Flynt, französischer Rapper
- Flynt, Althea (1953–1987), vierte Frau von Larry Flynt und Mitverlegerin des Erotikmagazins Hustler
- Flynt, Henry (* 1940), US-amerikanischer Avantgardekünstler
- Flynt, John James junior (1914–2007), US-amerikanischer Politiker
- Flynt, Larry (1942–2021), US-amerikanischer Verleger, Publizist und AutorLarry Flynt (1942–2021)

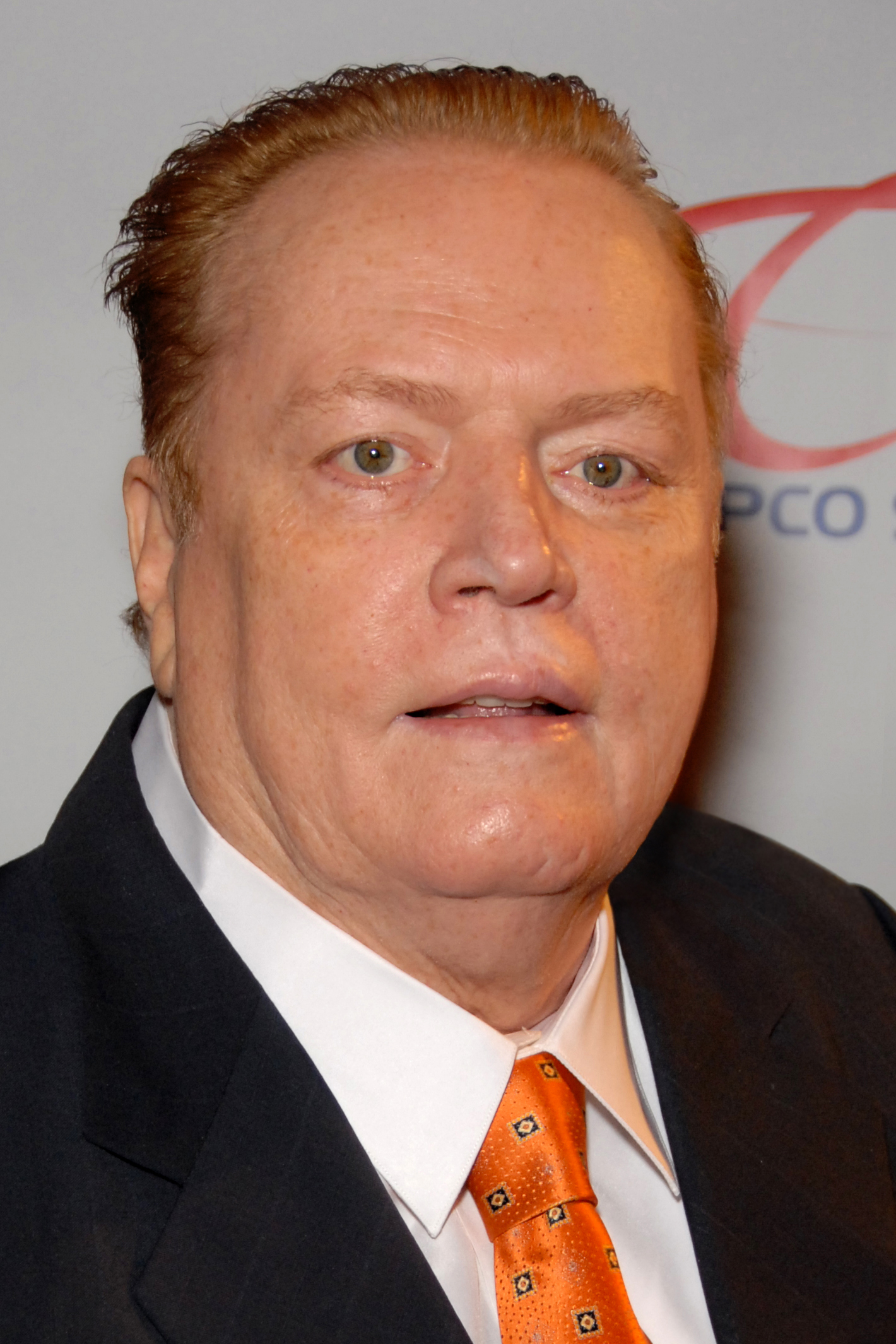
Larry Flynt (1942–2021)

### Flys
- Flys, Wolodymyr (1924–1987), ukrainisch-sowjetischer Komponist
- Flyswatter, Dukey (* 1954), US-amerikanischer Schauspieler, Drehbuchautor, Filmkomponist und Rocksänger